# 菲拉卡島戰役
菲拉卡岛战役（英语：Battle of Failaka），是海湾战争期间，伊拉克对科威特菲拉卡岛的一次进攻作战。伊拉克军最终获胜，占领了菲拉卡岛。
菲拉卡岛是科威特岛屿，面积43平方公里，位于科威特城东北20公里，大部分岛上居民已于伊拉克入侵前逃离。岛上部署有美制MIM-23鹰式防空导弹阵地。

## 战斗经过
开战前36小时，伊拉克海军司令才收到入侵科威特的命令。他计划将伊拉克海军的导弹艇部队分为两个编队，每个编队搭载第440海军步兵旅的一部分。第一编队前往进攻科威特城以南50公里的Ras al Qulayah海军基地，第二编队前往夺取菲拉卡岛。进攻海军基地的部队包括两艘苏制蚊子级导弹艇和160名海军步兵。进攻菲拉卡岛部队包括一个海军步兵营，以及第一组完成任务后提供的增援。
1990年8月2日早上6点，第一编队接近了Ras al Qulayah海军基地，他们遭遇科威特巡逻艇的开火。早上7点45分，科威特海军基地指挥官在迷茫中被俘，他询问伊拉克指挥官这是一次真实的行动还是演习。伊军指挥官曾与其在两伊战争中有过合作，并向他保证这是一次演习。早上8点30分，科威特海军基地被完全占领。伊军以损失了1条导弹艇为代价，俘获了科威特3艘大型导弹艇，3艘小型导弹艇和其他船只。一架携带飞鱼反舰导弹的超级黄蜂式直升机曾被派往增援伊军的这次进攻，但被布置于基地附近的科威特MIM-23鹰式导弹击落。8月3日早晨，伊拉克共和国卫队从陆上推进到该海军基地。
1990年8月2日中午，第二编队从乌姆盖萨尔出发，启程前往菲拉卡岛。当天，岛上防空部队击落一架满载士兵的伊拉克直升机。（直升机突击群从基地前往科威特城时会经过该岛防区）下午5点55分，编队接近菲拉卡岛，开始用导弹在内的武器炮轰该岛海岸。炮轰持续了6个小时，午夜时分，伊拉克军队开始使用橡皮艇登陆。3日凌晨2点45分，登陆完成。伊拉克军队开始在全岛搜寻防空阵地。岛上抵抗稀少，当天下午岛上的科威特电台被俘。当晚7点，伊拉克军队宣布占领该岛。
1990年8月4日，伊拉克一个突击连和一个轻坦中队登岛以加强防御。接下来的几天里，伊拉克军陆续占领了其他几座岛屿。

## 后续
伊拉克占领菲拉卡岛后，将该地宣布为军事禁区并驱逐了所有居民。1991年2月底沙漠风暴行动中，联军对该岛进行了猛烈轰炸。1991年3月2日，美国海军陆战队直升机飞掠该岛，将劝降信息大声广播。3月3日，驻扎于该岛上的伊拉克第440海军步兵旅1,400人全员投降，美国海军陆战队第十三远征队于当日登岛占领。